# 大华镇
大华镇，是中华人民共和国青海省西宁市湟源县下辖的一个乡镇级行政单位。

## 行政区划
大华镇下辖以下地区：
拉拉口村、何家庄村、大华村、池汉村、新胜村、石崖庄村、三条沟村、莫布拉脑村、莫布拉村、拉桌奈村、窑洞村、湟茂村、巴汉村、塔湾村、崖根村、红土湾村、河南村、后庄村、石嘴村、巴燕吉盖村、赛尔村、托思胡村、牙麻岔村、阿家图村和纳隆沟村。